# EPR-paradokset
 Ikke at forveksle med EPR spektroskopi.
I 1935 foreslog Einstein, Boris Podolsky og Nathan Rosen et tankeeksperiment; EPR-paradokset, hvori de ville påvise, at kvanteteorien ikke var en komplet teori.
Essensen af deres postulat var, at to partikler kan blive givet en korrelation, så det er muligt at måle både position og impuls samtidigt (i modstrid med Heisenbergs ubestemthedsrelation) medmindre man må antage, at information kan transmitteres med en hastighed større end lysets. Denne korrelation blev kaldt sammenfiltring (engelsk: entanglement). I et brev til Einstein kaldte Schrödinger fænomenet Verschränkung (oversat af ham selv til entanglement). Einstein kaldte det en spøgelsesagtig (engelsk spooky) fjernvirkning. Han mente at kvanteteorien skulle suppleres med skjulte variable.
Formuleret i andre termer, så skulle det være muligt at måle kvantespin både i z-retning og i x-retningen samtidigt, men ligesom med position og impuls, så kommuterer spinoperatorerne ikke, så der er ikke muligt. 
To aktører Alice og Bob, selvom de er adskilt ved en vilkårlig stor afstand, kan derimod måle en korrelation mellem sammenfiltrede partiklers spin i samme retning.
To elektroner sammenfiltres ved at komme nær hinanden for en tid. Den ene beholder Bob og den anden sendes til Alice. Hvis de to elektroner er maksimalt sammenfiltrede og Bob måler spinnet i en retningen på sin partikel og Alice måler spin på sin partikel i samme retning, Så hvis Bob måler spin i op-retningen vil Alice måle spin i ned-retningen hver gang og omvendt hvis Bob måler spinnet til at være ned. Der er en maksimal korrelation (på -1) mellem de to målte spin. Bob måler spinnets retning med 50% sandsynlighed for hver retning.  
EPR-postulatet vakte megen opmærksomhed og startede en intens aktivitet for at forstå fænomenet. Det øvede på den måde stor indflydelse på kvanteteoriens udvikling.
Egentligt er der ingen fjernvirkning i en vis forstand. Alice oplever ikke, at der sker noget i hendes system ved, at Bob måler. Ligegyldigt om Alice måler før eller efter Bob, vil hun måle op med en sandsynlighed på 50% og ned med en sandsynlighed på 50%. Det er først, når hun har fået at vide hvad Bob har målt, at der kan konstateres en korrelation. Der er heller ikke nogen fjernvirkning med overlyshastighed på den måde, at Alices elektron har bevæget sig til Alice med overlyshastighed. Den er transporteret der med en hastighed der er under lyshastighed og man kan ikke sammenfiltre to partikler der ikke er tæt ved hinanden.  
Der er heller ingen mulighed for at der en skjult klassisk mekanisme, der styrer resultatet. Det er blevet påvist af Bell 1964 Bells teorem ikke at være muligt. 
En beskrivelse i Diracs formalisme
Kaldes det ene undersystems Hilbertrum for V og det andet for W, så er det sammensatte systems vektorrum tensor-produktet af de to rum:
{\displaystyle V\otimes W}
Kombinationen af to bølgefunktioner skrives på flere forskellige måder i litteraturen alle identiske i deres betydning:
{\displaystyle |\Psi \rangle _{uv}=|u\rangle \otimes |v\rangle =|u\rangle |v\rangle =|uv\rangle =|u\otimes v\rangle }
Valget er som regel styret af nødvendigheden af at holde rede på hvilken variable der hører til hvilket system, hvilket også kan gøres med passende indici.
Hvis dimensionen af det ene system er D a  og det andet er D b  så er dimensionen af det kombinerede system D a D b . 
{\displaystyle (v\otimes w)\in (V\otimes W)\;when\;v\in V,w\in W}
Multiplikationen i {\displaystyle v\otimes w} skal ikke udføres, det er kun en positions notation og det er ikke et direkte produkt. Tillige defineres det som et lineært rum med addition af vektorer og multiplikation med en skalar, med samme virkning både på højre og venstre side.
Tensor-produktet af vektorrummene er derfor defineret til at være vektorrummet hvis elementer er komplekse lineære kombinationer af elementerne
{\displaystyle (v\otimes w)\;med\;v\in V,w\in W}
Vilkårlige operatorer A og B anvendes således:
{\displaystyle (A\otimes B)(v\otimes w)=Av\otimes Bw=(A\otimes \mathbb {I} +\mathbb {I} \otimes B)(v\otimes w)}
Produktet af en operator og enheds operatoren kaldes en opgraderet operator. Den anvendes, når kun den ene side skal påvirkes af operatoren.
Hvis de normerede basis vektorer i V og W er e i  og  f j  så er {\displaystyle \{e_{i}\otimes f_{j}\}} sættet af basisvektorer  for det kombinerede vektor rum V W. Heraf følger :
\{\displaystyle v\otimes w=(\Sigma v_{i}e_{i})\otimes (\Sigma w_{j}f_{j})=\Sigma v_{i}w_{j}e_{i}\otimes f_{j}}

Det indre produkt af to basisvektorer i V W fx | e  i  f j > og | em  f n > er 1 kun hvis i=m og j=n  ellers er de ortogonale. dvs
{\displaystyle \langle e_{i}f_{j}|e_{m}f_{n}\rangle =\delta _{im}\delta _{jn}}  hvor delta er Kroneckers symbol.
For to elektroner hver især med spin tilstande op |+> og ned |→ bliver den mest generelle tilstand en lineær superposition af alle mulige kombinationer af de to basis spintilstande (der er kun 4), disse fire basis vektorer i dent kombinerede system er ortonormale
{\displaystyle |\Psi \rangle =\alpha _{1}|+\,+\rangle +\alpha _{2}|+\,-\rangle +\alpha _{3}|-\,+\rangle +\alpha _{4}|-\,-\rangle }
Denne tilstand er karakteriseret ved matricen A af koefficienterne 
{\displaystyle A=\left({\begin{array}{cccc}\alpha _{1}&\alpha _{2}\\\alpha _{3}&\alpha _{4}\end{array}}\right)}
En tilstand er IKKE sammenfiltret hvis determinanten Det(A) =0. Omvendt er den sammenfiltret hvis Det(A) er forskellig fra nul. Hvis determinanten er nul kan det kombinere system opdeles i to produktsystemer (produktet af to systemers bølgefunktioner).
Pauli-matricerne har en total matrix {\displaystyle \sigma _{z}^{T}=\sigma _{z}\otimes \mathbb {I} +\mathbb {I} \otimes \sigma _{z}} hvis egenværdier er (1 ,0,0,-1), Interesserer vi os kun for de egenværdier, som er nul og danner en tilstand af deres egenvektorer får vi:
{\displaystyle |\Psi \rangle =\alpha _{2}|+\rangle \otimes |-\rangle +\alpha _{3}|-\rangle \otimes |+\rangle }
For at dette skal være en tilstand med total matricens egenværdi lig nul i alle akser skal {\displaystyle \alpha _{2}=-\alpha _{3}}
Bringes to elektroner (eller en elektron og en positron) nær hverandre vil den laveste spin energi tilstand være med modsat rettede spinakser, således (op og ned er her indikeret som afveksling med pile):
{\displaystyle |\Psi \rangle ={\frac {1}{\sqrt {2}}}(|\uparrow \downarrow \rangle -|\downarrow \uparrow \rangle )}
De er maksimalt sammenfiltrede i en tilstand der kaldes singlet med totalt spin nul. Partikler med spin der er resultatet af sønderfaldet af en partikel uden spin skabes i den singulære tilstand således at deres totale spin er nul. 
Der er fire andre maximalt sammenfiltrede tilstande der tilsammen  danner en ortonormal basis for der kombinerede systems Hilbertrum. Det vil sige at alle tilstande i det kombinerede Hilbertrum kan fremstilles som en superposition af disse sammenfiltrede tilstande uanset om de er sammenfiltrede eller ikke. Disse tilstande kaldes Bells basis.  Man skal også bemærke at disse sammenfiltrede systemer, ikke kan adskilles i et produkt af en tilstand i det ene system gange en tilstand i det andet system. Produktsystemer kan ikke være sammenfiltrede.  
En såkaldt tæthedsmatrix (eller operator) beskriver tilstanden af hvert undersystem i et sammensat system. Tæthedsoperatoren er:
{\displaystyle {\hat {\varrho }}=\Sigma _{i}p_{i}|\Psi _{i}\rangle \langle \Psi _{i}|} Hvis tilstands vektorerne er ortonormale basisvektorer så er {\displaystyle {\hat {\varrho }}=\Sigma _{i}p_{i}I_{i}} hvor I en enhedsmatricen.  p i  er sandsynligheden for, at systemet bliver fundet i tilstand i.  Summen af sandsynlighederne skal blive 1. |Psi>i er de rene tilstande med amplituder hvis absolutværdier kvadreret er de viste sandsynligheder. 
Anvendes der en ortonormal basis {\displaystyle \{|u_{m}\rangle \}} kan man opløse tæthedsoperatoren i matrix elementer for en mxn matrix:
{\displaystyle \varrho _{mn}=\Sigma _{i}p_{i}\langle u_{m}|\Psi _{i}\rangle \langle \Psi _{i}|u_{n}\rangle =\langle u_{m}|{\hat {\varrho }}|u_{n}\rangle }
Subsystemet er beskrevet komplet ved tætheds matricen idet enhver operators forventningsværdi er 
{\displaystyle \langle A\rangle =\Sigma _{i}p_{i}\langle \Psi |{\hat {A}}\ |\psi \rangle =\Sigma _{i}\varrho _{mn}A_{nm}=tr(\varrho A)}
Der er ikke nogen påvirkning fra det ene subsystem til det andets tæthedsmatrix, Hvilket stemmer overens med at Alice ikke kan konstatere om Bob har målt eller ikke - og heller ikke hvad han har målt. Alice kan først konstatere, at der er tale om en korrelation, når Bob med maksimalt lysets hastighed har kommunikeret til hende hvad han har målt. 
En kvantemekanisk måling kan også betragtes som en sammenfiltring af objektet og måleapparaturet og man kan blive ved med at akkumulere sammenfiltrede systemer. Denne ide er i modstrid til Bohrs opfattelse af en bølgefunktion der kollapsede ved en måling. Sammenfiltring kan tilføres sammenfiltrede systemer fx ved målinger. 
{\displaystyle |u\otimes v\otimes w\rangle }
Teleportation (kvanteteleportation) er en proces hvorved kvanteinformation kan transporteres fra en position til en anden, ved hjælp af klassisk kommunikation og et sammenfiltret system. Fordi det afhænger af klassisk kommunikation kan det ikke foregå hurtigere end lysets hastighed. Det kan ikke bruges til transport af information hurtigere end lysets hastighed og det kan ikke bruges til at lave kopier, idet det ville være imod kloning-teoremet der hævder at kloning er umuligt.  Dette har vakt stor opmærksomhed. Hidtil er det kun lykkedes at transportere et eller flere qubits mellem to atomer, ikke mellem molekyler eller større objekter.
For at udføre teleportationen med en elektron, arrangerer Alice at hun selv og Bob får en elektron hver, som er sammenfiltrede med hinanden. Alice har selv den tredje partikel, hvis tilstand skal teleporteres. Alice foretager nu en måling der er relateret til en sammenfiltret tilstand af den tredje partikel med Alices elektron. Derved destrueres den tredje partikels kvantetilstand (ingen kloning tilladt) . Hun sender resultatet af målingen til Bob, som så ved hvilken af fire forskellige operationer, han skal foretage på sin sammenfiltrede partikel for at forvandle den til den tredje partikels tilstand.